# 石高制
石高制（こくだかせい）とは、土地の標準的な収量（玄米収穫量）である石高を基準として組み立てられた日本近世封建社会の体制原理のことである。土地の大小や年貢量のみならず、身分秩序における基準として用いられた。

## 背景
戦国時代にはこれまでの荘園とそれを取り巻く土地制度が解体され、戦国大名による新たな土地支配の体制が確立された。戦国大名は貫高制に基づいて検地を行い、軍役を定めた。貫高制では土地の面積や大まかな質によって年貢高が定められ、実際の収穫高とはほとんど無関係であった。
石高の概念自体は、戦国時代に一部の大名が採用し、織田政権でも土地の評価方法として一部の地域で採用されていたが、本格的な導入は豊臣政権による太閤検地以後であり、徳川政権（江戸幕府）は、それを土台として日本全国の支配を確立させた。原則としては検地丈量を行って石盛を行って石高が確定し、それに基づいた公儀による印判状・判物の発給によって領知高が確定されたが、実際の運用面で検地の数字を重視しながらも経済的・政治的な事情を加味した加減が加えられた「公定の生産高」が石高として算定され、そのために各種の例外が適用された事例も多かった。
導入の背景には、農民層の田畑や屋敷地に対する経済的価値の把握・表記には、実際の収量を元にした石高制の方がより直接的で適切であったことがあげられる（ただし、実際の石高が直接的な表示であったかどうかという点には問題点もある）。更に、土地に対する名請人を実際の耕作者に固定することで、現地の土豪や有力農民による中間搾取を困難にし、彼らの武士化・領主化を排除して、兵農分離の徹底と下剋上抑止の役目を果たした。また、急激な統一政権成立の過程において、従来の惣村と外来の新領主が年貢徴収などを巡って、対立する事例がしばしば見られた。領主側は一円支配確立のために、惣村における複雑な土地関係を整理して把握することで、彼らの抵抗を抑えようとしたのである。
更に近年では、近世日本における貨幣制度の混乱も原因として注目されている。それまで明から宋銭や明銭を輸入し使用していたシステムが、勘合貿易の断絶及び明での貨幣制度の変更による銅銭そのものの衰退（銀及び紙幣による支払体系の定着に伴う国家保証の消滅と、私鋳銭の大量流通による官銭の排除）によって、これまで明の銅銭をそのまま利用していた日本を含む周辺諸国の経済に混乱を与えた。日本ではそれまで鐚銭と呼ばれていた低品質な私鋳銭は、撰銭（排除）の対象であったが、貨幣需要の高まりと銅銭体系の崩壊という2つの現象が衝突し、やむなく一定水準以上の鐚銭を含む私鋳銭によって需要の補完が行われた。しかし、水準以下の鐚銭が大量に出回ることを防げず、貨幣の信用は下落した。幕府は律令制下でごく少量流通していただけの金貨や銀貨を本格的に発行するなどして対応しようとしたが、需要を満たすだけの量は確保できず、また全国的に通用する良質な銅銭を鋳造・流通させる仕組みもなかなか確立できなかったため、16世紀中期から17世紀中期までのほぼ1世紀の間、銅銭を中心とした貨幣の価値と信用は著しく低下した。こうした中で銅銭を基準とした貫高制を維持することは事実上不可能になり、代用貨幣である米による徴税への切り替えを余儀なくされたというのである。

## 太閤検地
石高制の確立に大きな影響を与えたのは、豊臣政権の太閤検地であるが、実は太閤検地にも時期によって大きく内容が分かれる。前期の太閤検地でも石高制に基づく検地方針は示されていたが、臣従したばかりの地方の有力大名に対して貫徹させるまでには至らなかった。全国統一が完成した翌年の1591年（天正19年）、豊臣政権は諸国に対して一国御前帳の提出を命じているが、これは翌年の人掃令と合わせて朝鮮出兵に備えた兵粮・軍役負担を確保するために、大名の領知高を確認する点を優先しつつも日本全国の土地を同一の基準をもって把握しようとしたのである。ただし、注意すべきは「大名の領知高を確認する」という点である。例えば、長宗我部氏の土佐一国9万8千石は実際の検地によるものではなく、同氏の動員可能兵力からの逆算と言われ、佐竹氏や島津氏などに対しては石田三成ら奉行が政治的必要（軍役負担などの観点）から石高を操作していたことが知られている。更に領内で米がほとんど獲れず、もっぱら貿易による利益に依存していた宗氏や松前氏は実際には無高もしくはそれに近いにもかかわらず、利益から計算された形式上の表高が与えられていた。また、一部の地域では国人や農民による一揆を恐れて検地そのものを行われなかったと言われている。もっともそうした地域でも全国的な流れの中で石高表記への移行は受け入れざるを得ない状況になっていった。

## 江戸時代
石高制の確立と人掃令、更には武士に対する城下町集住政策によって兵農分離は進展し、城下町の整備が進むことになった。なお、武士や農民以外の層と石高制は全くの無関係ではなかった。公家や寺社もまた公儀から所領を与えられており、町人は農民の石高に代わる各種の役負担が命じられていたからである。そうした、負担体系の違いが、江戸時代における農民・職人・商人の最大の違いであった。
江戸幕府が成立すると、改めて全国の石高の再確認が行われた。1605年（慶長10年）に改めて全国の大名に対して郷村帳と国絵図の提出を命じるとともに、諸大名に対する助役賦課の基準を石高から物成の量に変更することとした。1617年（元和3年）には大坂の陣及び初期の各種普請による論功行賞がほぼ終了して将軍徳川秀忠より諸大名に判物が下された。そこに表記された石高が表高（おもてだか）と称されて、原則的には幕末まで変わることが無かった。だが、実際の大名の所領では、新田開発や検地の徹底によって実際の年貢賦課の基準となった実質の石高と言える内高（うちだか）との格差は広がる一方であり、表高は大名家の知行や家格を明示するための数字に過ぎなくなっていった。一方、農村においては内高から算出される物成高(年貢賦課の基準となる、田畑からの収量)が実際の物成高と合致するようになり、これによってそれまで村高水準までしか用いることが出来なかった石高が個々の土地に対しても適用できるようになった。
江戸幕府は石高制によって大名の所領規模を簡単に把握できるようになり、加封・減封・転封や飛地の処理も簡単に行えるようになった。また、大名に課する負担や幕府役職の任免も石高に応じたものとなった。一方、大名も自己の藩において石高制を採ったが、家臣を所領である給所には住まわさず、年貢徴収や人夫動員も藩中央が行った。更に時期はやや遅れるものの農村でも検地の徹底によって検地帳に石高が記載できるようになり、通常の年貢は石高に年貢率を掛けて算出し、更に雑税や夫役も類似の方法で算出されて賦課された。石高制は封土を上から順次分割給付して主従関係を保ち、家臣間あるいは農民間においては石高の多寡によって上下関係を決定づけることが出来る。しかも、複雑な面積計算をすることなく、石高の規模に合わせて増加・減少・交換を可能にすると言う幕藩体制を維持・存続させるには非常に好都合な制度であった。
また、戦国時代以前と違って貨幣経済が浸透はするものの、金貨、銀貨、銅貨（銭）の交換比率が市場に委ねられた変動相場制で、かつ東日本は金が主体だが西日本は銀が主体で貨幣が全国的に統一されていないという問題があった。そのため商人どうしの取引においても、米が基軸通貨的役割を果たしたという事情もある。堂島米会所は世界最初の先物取引市場として知られるが、米を媒介としての金銀銅の交換比率を決定する為替市場としての役割をも果たしていた。
石高制の原理は領主と農民間の階級関係や領主間または農民間の階級を規定づけるものとして、江戸時代を通じて機能していたが、検地が行われて実際の内高と表高の間に相応の格差が生じた場合でも、江戸幕府によって表高の改訂が行われた場合にはそれに伴って領主の家格の変更が行われるために、幕府は同格の大名家との摩擦を避けるために表高の改訂を避ける場合もあった。また、実際の年貢徴収は必ずしも石高に依拠せずそれぞれの領地の慣習に合わせた方法に基づく換算が行われていた。実際、江戸時代前期の農地の質地証文に石高について触れたものはほとんどなく、農村にて登場する石高は村高までであった。こうした証文類に石高が記載されるようになった17世紀後期まではほとんどの農民は石高の概念に対して希薄であったと考えられている。
ところが、石高制導入には16世紀末の通貨制度の混乱が背景として存在していたが、18世紀に入ると今度は米の生産量の増大に伴って生じた米価の不安定化が問題となった。米価の下落は米を売って貨幣にかえて生活する武士の生活を逼迫させ、反対に米価の高騰は民衆の生活を逼迫させた。かつて貨幣価値が不安定化していて米が代用貨幣として通用していた時代に確立された石高制は、三貨制度によって貨幣制度が安定化して支配階層である武士が米を貨幣に替えて都市生活を送るようになったこの時代になるとその弱点として浮上したのである。このため、江戸幕府は米価安定化のために様々な措置を講じていたが、幕藩体制の根幹に関わる石高制そのものの改革には最後まで手を付けることは出来なかった。
石高制の廃止は地租改正による土地税制の改正によるものであったが、実態は廃藩置県の段階で既に機能しなくなっていた。それは廃藩置県を期に地方に関する経費の計算が石高あたりから人口あたりに変更されている点から知ることが可能である。